# آرامگاه و آب‌انبار امامزاده عبدالله
بقعه و آب‌انبار امامزاده عبدالله مربوط به دوره صفوی است و در شهرستان ورامین، بخش پیشوا، دهستان بهنام غرب جنوبی، ۳ کیلومتری جنوب حسین آباد واقع شده و این اثر در تاریخ ۶ اسفند ۱۳۸۵ با شمارهٔ ثبت ۱۷۵۸۱ به‌عنوان یکی از آثار ملی ایران به ثبت رسیده است.